# Antirrhinum martenii
Antirrhinum martenii là một loài thực vật có hoa trong họ Mã đề. Loài này được (Font Quer) Rothm. mô tả khoa học đầu tiên năm 1956.